# Liga Niezwykłych Dżentelmenów cz.2
Liga Niezwykłych Dżentelmenów cz. 2 (ang. The League of Extraordinary Gentlemen Volume II) – komiks autorstwa Alana Moore’a (scenariusz) i Kevina O’Neilla (rysunki), wydany przez America’s Best Comics (oddział DC Comics) w okresie: wrzesień 2002 – listopad 2003. Jest drugim albumem serii.

## Fabuła
Akcja komiksu rozgrywa się po wydarzeniach opisanych w cz.1 i nawiązuje do książki H.G. Wellsa Wojna światów.
Zjednoczeni mieszkańcy Marsa, pod dowództwem Johna Cartera i Lt. Gullivara Jonesa, zmuszają najeźdźców do opuszczenia planety i przeniesienia się na Ziemię. Hawley Griffin (Niewidzialny człowiek), będący pod wrażeniem siły przybyszów, zaczyna z nim potajemnie współpracować. Jego zdrada wychodzi na jaw, gdy próbując zdobyć plany obrony Londynu, napada na Wilhelminę Muray.
Po tych wydarzeniach Mycroft Holmes – M dzieli Ligę. Kapitan Nemo i Mr. Hyde zajmą się obroną Londynu przy pomocy Nautilusa, podczas gdy Wilhelmina Murray i Allan Quatermain spotkają się z dr. Moreau i odbiorą coś nazywanego H-142.
Hyde spotyka Griffina w Muzeum Brytyjskim – tajnej kwaterze Ligi i zabija.
Po powrocie do Londynu Wilhelmina Murray i Allan Quatermain dowiadują się, że najeźdźcy zdobyli i spustoszyli południową część miasta i zgromadzili się przed ostatnim nietkniętym moście na Tamizie. Hyde poświęca swoje życie w walce z jednym z marsjańskich trójnogów. Zdobyty w ten sposób czas pozwala na dostarczenie do południowego Londynu H – 142 – hybrydy bakterii: wąglika i streptococcus. Nemo wpada w furię z powodu zastosowania przez Brytyjczyków broni biologicznej przeciwko własnym obywatelom i opuszcza Ligę.
Wersja oficjalna brzmi: Marsjanie umarli na zwykłe przeziębienie, podczas gdy wszyscy ludzie znajdujący się wtedy w południowym Londynie zostali zabici przez Marsjan.

## Rozdziały
Lista rozdziałów:
- rozdział 1: Phases of Deimos
- rozdział 2: People of Other Lands
- rozdział 3: And the Dawn Comes Up Like Thunder
- rozdział 4: All Creatures Great and Small
- rozdział 5: Red in Tooth and Claw
- rozdział 6: "You Should See Me Dance the Polka..."

## Dodatki
Cz. 2 zawiera dodatkowe informacje na temat ligi i otaczającego ją świata (The New Traveller’s Almanac – przewodnik po świecie Ligi). Ponadto zawiera (niemożliwą do wygrania) „Game of Extraordinary Gentlemen”, origami (niemożliwe do złożenia) przedstawiające statek kapitana Nemo, bajkę przestrzegającą nadgorliwych fanów oraz labirynt moralny Campiona Bonda.